# Biodontocnema
Biodontocnema is een geslacht van kevers uit de familie bladkevers (Chrysomelidae).
De wetenschappelijke naam van het geslacht werd in 2000 gepubliceerd door Biondi.

## Soorten
- Biodontocnema brunnea Biondi, 2000